# Conrad Hilton
Conrad Nicholson Hilton (San Antonio, 25 de Dezembro de 1887 — Santa Mônica, 3 de Janeiro de 1979) foi um empresário norte-americano e fundador da rede de hotéis Hilton Worldwide.